# NGC 4853
NGC 4853 (również PGC 44481 lub UGC 8092) – galaktyka eliptyczna (E-S0), znajdująca się w gwiazdozbiorze Warkocza Bereniki. Odkrył ją John Herschel 13 kwietnia 1831 roku. Jest to galaktyka aktywna.